# Karl Sommer (Basketballfunktionär)
Karl Sommer (* 1955/1956) ist ein österreichischer Basketballfunktionär.

## Laufbahn
Sommer kam 1991 eigenen Angaben nach zufällig zum Basketball. Als Zuschauer wohnte er einem Spiel der Fürstenfeld Panthers bei und entschloss, sich gemeinsam mit Geschäftsfreunden finanziell bei dem Klub zu engagieren. Sommer wurde Obmann der Mannschaft, im November 2014 wurde er zum Vereinspräsidenten gewählt. „Gemacht hat er im Verein seit seinem Beginn als Funktionär 1991 alles vom Busfahrer über Kantineur bis zum Kassier“, beschrieb die „Kleine Zeitung“ seine Tätigkeit in Fürstenfeld. Zum 17. September 2018 trat Sommer als Präsident und Obmann des BSC Panthers Fürstenfeld zurück. In seine Amtszeit als Fürstenfelder Obmann fiel unter anderem der Gewinn des österreichischen Meistertitels 2008 sowie des Pokalbewerbs und des Supercups jeweils 2009. Zu den schweren Zeiten seiner Funktionärslaufbahn gehört unter anderem der drohende Lizenzentzug aufgrund finanzieller Rückstände im Sommer 2014 inklusive Insolvenzverfahren. Anfang Juni 2018 war Sommers Panthern die Bundesliga-Lizenz für das Spieljahr 2018/19 in erster Instanz wegen des fehlenden Nachweises der wirtschaftlichen Leistungsfähigkeit verweigert worden, wenige Wochen darauf hielt die Mannschaft die Teilnahmeberechtigung unter Auflagen nach der Einreichung weiterer Unterlagen.